# ISO 8859-2
ISO 8859-2, formálně správně ISO/IEC 8859-2, je v informatice znaková sada známá rovněž jako Latin-2 (pozor na možnou záměnu použití pojmu Latin-2 v prostředí Microsoft Windows v prostředí MS DOS, viz CP852), nebo „středo-“ či „východoevropská“, která je druhou částí standardního kódování znaků definovaného organizací ISO. Obsahuje 191 znaků latinky kódovaných pomocí 8 bitů a poprvé byla publikována v roce 1987.

## Pokrytí jazyků
Pomocí této znakové sady je možné zapisovat texty následujících jazycích:
bosenština, chorvatština, čeština, maďarština, polština, rumunština, srbština (psaná v latinské transkripci), srbochorvatština, slovenština, slovinština, hornolužičtina, dolnolužičtina. Jako dodatkové jazyky lze použít angličtinu a němčinu, což má význam zvláště ve vícejazyčných dokumentech (pro tyto jazyky se normálně upřednostňuje ISO 8859-1).
Na rozdíl od ISO 8859-1 je tato sestava znaků použitelná i pro finštinu (kromě znaku „å“ používaného v některých švédsko-finských jménech) a němčinu. Sporné je zde použití pro rumunštinu, protože místo
znaků Șș i Țț (S a T s čárkou) se musí použít znaky Şş i Ţţ (S a T s cedillou).
Toto omezení se dostalo i do první verze unikódu, kde zobrazení s cedillou nebo tečkou bylo
bráno jako výběr fontu a ne jako oddělené znaky. Unicode 3.0 již obsahuje správné rumunské znaky.

## Latin 2
Tato kódová stránka bývá často nazývána Latin 2, nicméně stejné označení se používá v MS-DOSu pro CP852. Někdy tak dochází k omylům, kterým se lze vyhnout označováním ISO 8859-2 jako ISO Latin 2, zatímco CP852 lze nazývat PC Latin 2 nebo IBM Latin 2. 

## Podobnost s Windows-1250
Znakové sadě ISO 8859-2 se velmi podobá znaková sada Windows-1250, která vznikla později. Kódování Windows-1250 zavedené firmou Microsoft obsahuje všechny tisknutelné znaky ISO 8859-2, ale některé z nich na jiných místech. V češtině je tento rozdíl nejmarkantnější u písmen Š, Ť a Ž.

## Tabulka znaků
| ISO/IEC 8859-2:1999 | ISO/IEC 8859-2:1999 | ISO/IEC 8859-2:1999 | ISO/IEC 8859-2:1999 | ISO/IEC 8859-2:1999 | ISO/IEC 8859-2:1999 | ISO/IEC 8859-2:1999 | ISO/IEC 8859-2:1999 | ISO/IEC 8859-2:1999 | ISO/IEC 8859-2:1999 | ISO/IEC 8859-2:1999 | ISO/IEC 8859-2:1999 | ISO/IEC 8859-2:1999 | ISO/IEC 8859-2:1999 | ISO/IEC 8859-2:1999 | ISO/IEC 8859-2:1999 | ISO/IEC 8859-2:1999 |
|                     | x0                  | x1                  | x2                  | x3                  | x4                  | x5                  | x6                  | x7                  | x8                  | x9                  | xA                  | xB                  | xC                  | xD                  | xE                  | xF                  |
| ------------------- | ------------------- | ------------------- | ------------------- | ------------------- | ------------------- | ------------------- | ------------------- | ------------------- | ------------------- | ------------------- | ------------------- | ------------------- | ------------------- | ------------------- | ------------------- | ------------------- |
| 0x                  | Řídící znaky        | Řídící znaky        | Řídící znaky        | Řídící znaky        | Řídící znaky        | Řídící znaky        | Řídící znaky        | Řídící znaky        | Řídící znaky        | Řídící znaky        | Řídící znaky        | Řídící znaky        | Řídící znaky        | Řídící znaky        | Řídící znaky        | Řídící znaky        |
| 1x                  | Řídící znaky        | Řídící znaky        | Řídící znaky        | Řídící znaky        | Řídící znaky        | Řídící znaky        | Řídící znaky        | Řídící znaky        | Řídící znaky        | Řídící znaky        | Řídící znaky        | Řídící znaky        | Řídící znaky        | Řídící znaky        | Řídící znaky        | Řídící znaky        |
| 2x                  | SP                  | !                   | "                   | #                   | $                   | %                   | &                   | '                   | (                   | )                   | *                   | +                   | ,                   | -                   | .                   | /                   |
| 3x                  | 0                   | 1                   | 2                   | 3                   | 4                   | 5                   | 6                   | 7                   | 8                   | 9                   | :                   | ;                   | <                   | =                   | >                   | ?                   |
| 4x                  | @                   | A                   | B                   | C                   | D                   | E                   | F                   | G                   | H                   | I                   | J                   | K                   | L                   | M                   | N                   | O                   |
| 5x                  | P                   | Q                   | R                   | S                   | T                   | U                   | V                   | W                   | X                   | Y                   | Z                   | [                   | \                   | ]                   | ^                   | _                   |
| 6x                  | `                   | a                   | b                   | c                   | d                   | e                   | f                   | g                   | h                   | i                   | j                   | k                   | l                   | m                   | n                   | o                   |
| 7x                  | p                   | q                   | r                   | s                   | t                   | u                   | v                   | w                   | x                   | y                   | z                   | {                   | \|                  | }                   | ~                   |                     |
| 8x                  | Nevyužíváno         | Nevyužíváno         | Nevyužíváno         | Nevyužíváno         | Nevyužíváno         | Nevyužíváno         | Nevyužíváno         | Nevyužíváno         | Nevyužíváno         | Nevyužíváno         | Nevyužíváno         | Nevyužíváno         | Nevyužíváno         | Nevyužíváno         | Nevyužíváno         | Nevyužíváno         |
| 9x                  | Nevyužíváno         | Nevyužíváno         | Nevyužíváno         | Nevyužíváno         | Nevyužíváno         | Nevyužíváno         | Nevyužíváno         | Nevyužíváno         | Nevyužíváno         | Nevyužíváno         | Nevyužíváno         | Nevyužíváno         | Nevyužíváno         | Nevyužíváno         | Nevyužíváno         | Nevyužíváno         |
| Ax                  | NBSP                | Ą                   | ˘                   | Ł                   | ¤                   | Ľ                   | Ś                   | §                   | ¨                   | Š                   | Ş                   | Ť                   | Ź                   | SHY                 | Ž                   | Ż                   |
| Bx                  | °                   | ą                   | ˛                   | ł                   | ´                   | ľ                   | ś                   | ˇ                   | ¸                   | š                   | ş                   | ť                   | ź                   | ˝                   | ž                   | ż                   |
| Cx                  | Ŕ                   | Á                   | Â                   | Ă                   | Ä                   | Ĺ                   | Ć                   | Ç                   | Č                   | É                   | Ę                   | Ë                   | Ě                   | Í                   | Î                   | Ď                   |
| Dx                  | Đ                   | Ń                   | Ň                   | Ó                   | Ô                   | Ő                   | Ö                   | ×                   | Ř                   | Ů                   | Ú                   | Ű                   | Ü                   | Ý                   | Ţ                   | ß                   |
| Ex                  | ŕ                   | á                   | â                   | ă                   | ä                   | ĺ                   | ć                   | ç                   | č                   | é                   | ę                   | ë                   | ě                   | í                   | î                   | ď                   |
| Fx                  | đ                   | ń                   | ň                   | ó                   | ô                   | ő                   | ö                   | ÷                   | ř                   | ů                   | ú                   | ű                   | ü                   | ý                   | ţ                   | ˙                   |

Znak s kódem 0x20 je obyčejná mezera, 0xA0 je nezlomitelná mezera, znak 0xAD měkký rozdělovník.

## Mapování do Unikódu
| ISO/IEC 8859-2:1999 | ISO/IEC 8859-2:1999 | ISO/IEC 8859-2:1999 | ISO/IEC 8859-2:1999 | ISO/IEC 8859-2:1999 | ISO/IEC 8859-2:1999 | ISO/IEC 8859-2:1999 | ISO/IEC 8859-2:1999 | ISO/IEC 8859-2:1999 | ISO/IEC 8859-2:1999 | ISO/IEC 8859-2:1999 | ISO/IEC 8859-2:1999 |
| Hex                 | Znak                | Unicode             | Hex                 | Znak                | Unicode             | Hex                 | Znak                | Unicode             | Hex                 | Znak                | Unicode             |
| ------------------- | ------------------- | ------------------- | ------------------- | ------------------- | ------------------- | ------------------- | ------------------- | ------------------- | ------------------- | ------------------- | ------------------- |
| 0x80                | ŘZ                  | U+0080              | 0xA0                | NBSP                | U+00A0              | 0xC0                | Ŕ                   | U+0154              | 0xE0                | ŕ                   | U+0155              |
| 0x81                | ŘZ                  | U+0081              | 0xA1                | Ą                   | U+0104              | 0xC1                | Á                   | U+00C1              | 0xE1                | á                   | U+00E1              |
| 0x82                | ŘZ                  | U+0082              | 0xA2                | ˘                   | U+02D8              | 0xC2                | Â                   | U+00C2              | 0xE2                | â                   | U+00E2              |
| 0x83                | ŘZ                  | U+0083              | 0xA3                | Ł                   | U+0141              | 0xC3                | Ă                   | U+0102              | 0xE3                | ă                   | U+0103              |
| 0x84                | ŘZ                  | U+0084              | 0xA4                | ¤                   | U+00A4              | 0xC4                | Ä                   | U+00C4              | 0xE4                | ä                   | U+00E4              |
| 0x85                | ŘZ                  | U+0085              | 0xA5                | Ľ                   | U+013D              | 0xC5                | Ĺ                   | U+0139              | 0xE5                | ĺ                   | U+013A              |
| 0x86                | ŘZ                  | U+0086              | 0xA6                | Ś                   | U+015A              | 0xC6                | Ć                   | U+0106              | 0xE6                | ć                   | U+0107              |
| 0x87                | ŘZ                  | U+0087              | 0xA7                | §                   | U+00A7              | 0xC7                | Ç                   | U+00C7              | 0xE7                | ç                   | U+00E7              |
| 0x88                | ŘZ                  | U+0088              | 0xA8                | ¨                   | U+00A8              | 0xC8                | Č                   | U+010C              | 0xE8                | č                   | U+010D              |
| 0x89                | ŘZ                  | U+0089              | 0xA9                | Š                   | U+0160              | 0xC9                | É                   | U+00C9              | 0xE9                | é                   | U+00E9              |
| 0x8A                | ŘZ                  | U+008A              | 0xAA                | Ş                   | U+015E              | 0xCA                | Ę                   | U+0118              | 0xEA                | ę                   | U+0119              |
| 0x8B                | ŘZ                  | U+008B              | 0xAB                | Ť                   | U+0164              | 0xCB                | Ë                   | U+00CB              | 0xEB                | ë                   | U+00EB              |
| 0x8C                | ŘZ                  | U+008C              | 0xAC                | Ź                   | U+0179              | 0xCC                | Ě                   | U+011A              | 0xEC                | ě                   | U+011B              |
| 0x8D                | ŘZ                  | U+008D              | 0xAD                | SHY                 | U+00AD              | 0xCD                | Í                   | U+00CD              | 0xED                | í                   | U+00ED              |
| 0x8E                | ŘZ                  | U+008E              | 0xAE                | Ž                   | U+017D              | 0xCE                | Î                   | U+00CE              | 0xEE                | î                   | U+00EE              |
| 0x8F                | ŘZ                  | U+008F              | 0xAF                | Ż                   | U+017B              | 0xCF                | Ď                   | U+010E              | 0xEF                | ď                   | U+010F              |
| 0x90                | ŘZ                  | U+0090              | 0xB0                | °                   | U+00B0              | 0xD0                | Đ                   | U+0110              | 0xF0                | đ                   | U+0111              |
| 0x91                | ŘZ                  | U+0091              | 0xB1                | ą                   | U+0105              | 0xD1                | Ń                   | U+0143              | 0xF1                | ń                   | U+0144              |
| 0x92                | ŘZ                  | U+0092              | 0xB2                | ˛                   | U+02DB              | 0xD2                | Ň                   | U+0147              | 0xF2                | ň                   | U+0148              |
| 0x93                | ŘZ                  | U+0093              | 0xB3                | ł                   | U+0142              | 0xD3                | Ó                   | U+00D3              | 0xF3                | ó                   | U+00F3              |
| 0x94                | ŘZ                  | U+0094              | 0xB4                | ´                   | U+00B4              | 0xD4                | Ô                   | U+00D4              | 0xF4                | ô                   | U+00F4              |
| 0x95                | ŘZ                  | U+0095              | 0xB5                | ľ                   | U+013E              | 0xD5                | Ő                   | U+0150              | 0xF5                | ő                   | U+0151              |
| 0x96                | ŘZ                  | U+0096              | 0xB6                | ś                   | U+015B              | 0xD6                | Ö                   | U+00D6              | 0xF6                | ö                   | U+00F6              |
| 0x97                | ŘZ                  | U+0097              | 0xB7                | ˇ                   | U+02C7              | 0xD7                | ×                   | U+00D7              | 0xF7                | ÷                   | U+00F7              |
| 0x98                | ŘZ                  | U+0098              | 0xB8                | ¸                   | U+00B8              | 0xD8                | Ř                   | U+0158              | 0xF8                | ř                   | U+0159              |
| 0x99                | ŘZ                  | U+0099              | 0xB9                | š                   | U+0161              | 0xD9                | Ů                   | U+016E              | 0xF9                | ů                   | U+016F              |
| 0x9A                | ŘZ                  | U+009A              | 0xBA                | ş                   | U+015F              | 0xDA                | Ú                   | U+00DA              | 0xFA                | ú                   | U+00FA              |
| 0x9B                | ŘZ                  | U+009B              | 0xBB                | ť                   | U+0165              | 0xDB                | Ű                   | U+0170              | 0xFB                | ű                   | U+0171              |
| 0x9C                | ŘZ                  | U+009C              | 0xBC                | ź                   | U+017A              | 0xDC                | Ü                   | U+00DC              | 0xFC                | ü                   | U+00FC              |
| 0x9D                | ŘZ                  | U+009D              | 0xBD                | ˝                   | U+02DD              | 0xDD                | Ý                   | U+00DD              | 0xFD                | ý                   | U+00FD              |
| 0x9E                | ŘZ                  | U+009E              | 0xBE                | ž                   | U+017E              | 0xDE                | Ţ                   | U+0162              | 0xFE                | ţ                   | U+0163              |
| 0x9F                | ŘZ                  | U+009F              | 0xBF                | ż                   | U+017C              | 0xDF                | ß                   | U+00DF              | 0xFF                | ˙                   | U+02D9              |

Kde „ŘZ“ označuje řídící znak.